# Mălina Călugăreanu
Mălina Călugăreanu, född 15 september 1996 i Bukarest, är en rumänsk fäktare som tävlar i florett.

## Karriär
Vid olympiska sommarspelen 2016 i Rio de Janeiro blev Călugăreanu utslagen i den första omgången i florett av brasilianska Bia Bulcão. Vid sommaruniversiaden 2019 i Neapel tog hon brons i florett.
Vid europeiska spelen 2023 i Kraków tog Călugăreanu brons i florett. Vid olympiska sommarspelen 2024 i Paris blev hon utslagen i åttondelsfinalen i florett av italienska Alice Volpi.